# Liste der Städte in Massachusetts
Liste der Städte in Massachusetts, geordnet in alphabetischer Reihenfolge.
| - Agawam - Amherst - Andover - Attleboro - Barnstable Town - Belmont - Beulah - Beverly - Boston - Brockton - Bridgewater - Cambridge - Chelsea - Chicopee - Concord - Eastbridge - Easthampton - East Longmeadow - Everett | - Fall River - Fitchburg - Framingham - Franklin - Gardner - Gloucester - Haverhill - Hingham - Holyoke - Hudson - Harvard - Lawrence - Lenox - Leominster - Lexington - Lowell - Lynn | - Malden - Marlborough - Medfield - Medford - Melrose - Methuen - Milton - New Bedford - Newburyport - Newton - North Adams - Northampton - North Andover - Peabody - Pittsfield - Provincetown - Plymouth - Quincy | - Revere - Salem - Scituate - Somerville - Springfield - Southwick - Sharon - Sudbury - Taunton - Walpole - Waltham - Watertown - Westbridge - Westfield - West Newbury - Wilbraham - Woburn - Worcester |